# Олешки
Олешки (на украински: Олешки) е град в Южна Украйна, Олешки район на Херсонска област.
Основан е през 1084 година. Населението му е около 5 000 души.